# Polytrichum formosum x gracile
Polytrichum formosum x gracile là một loài rêu trong họ Polytrichaceae. Loài này được Papp mô tả khoa học đầu tiên năm 1926.
Danh pháp khoa học của loài này chưa được làm sáng tỏ. 

## Hình ảnh

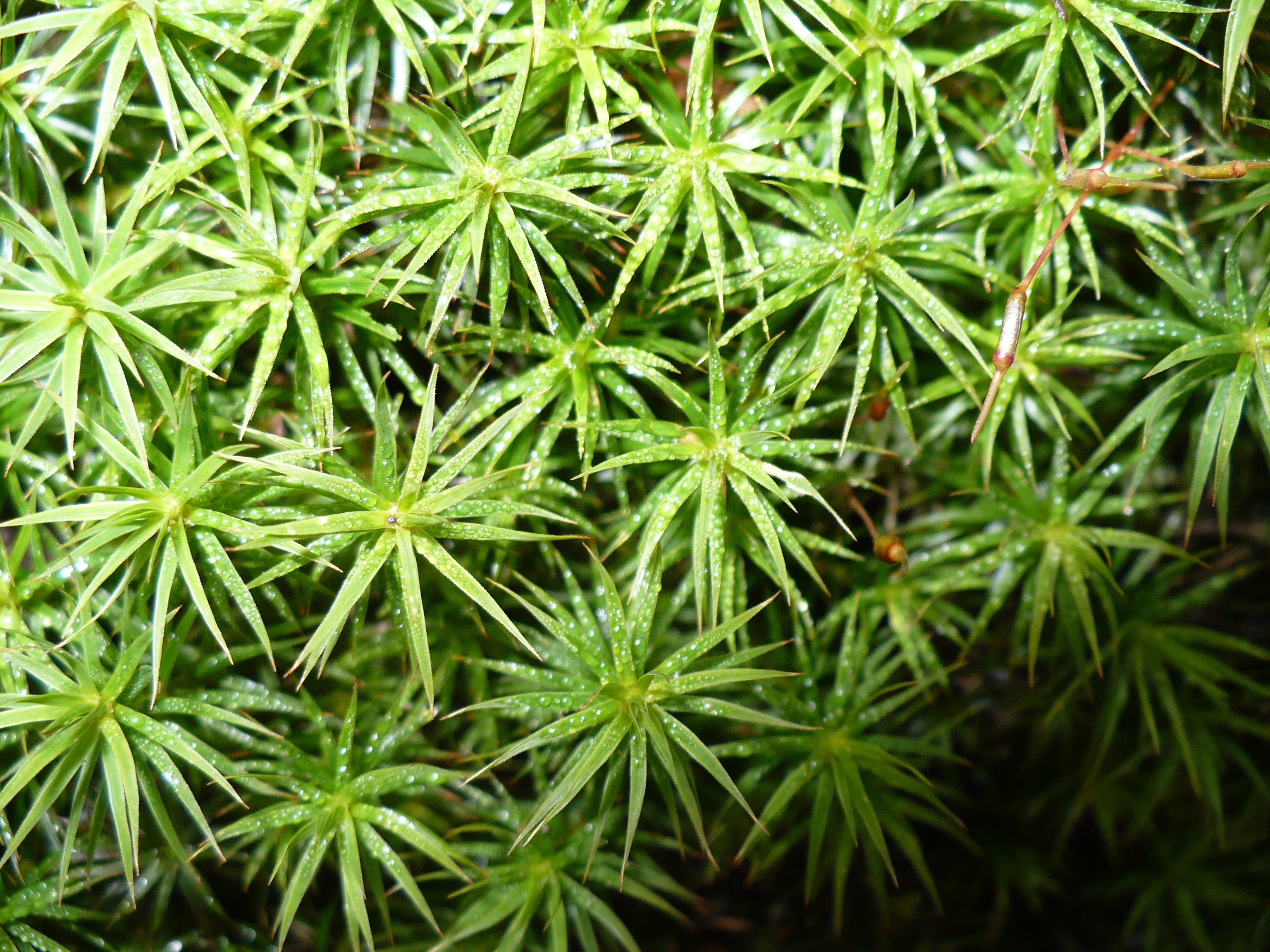
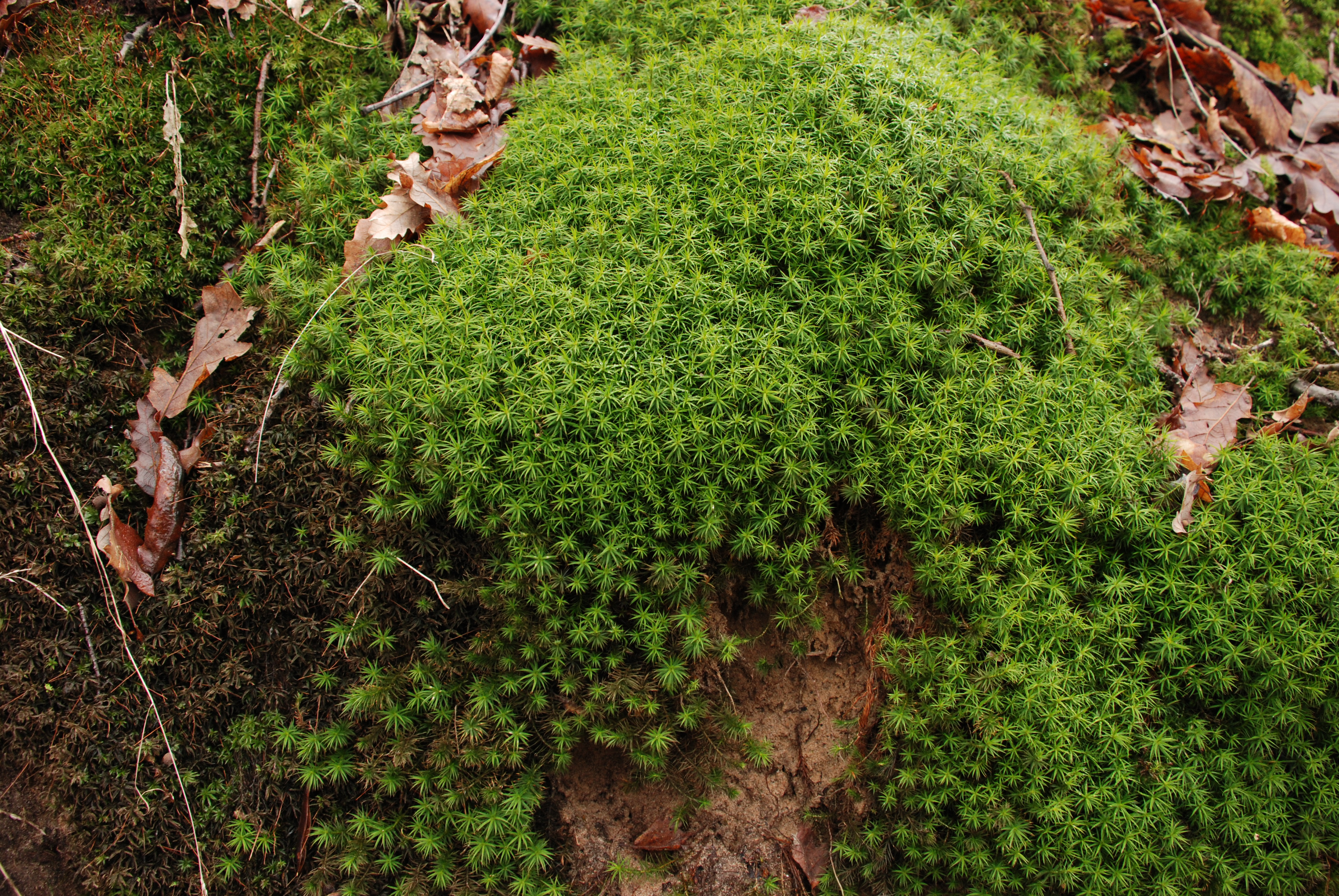
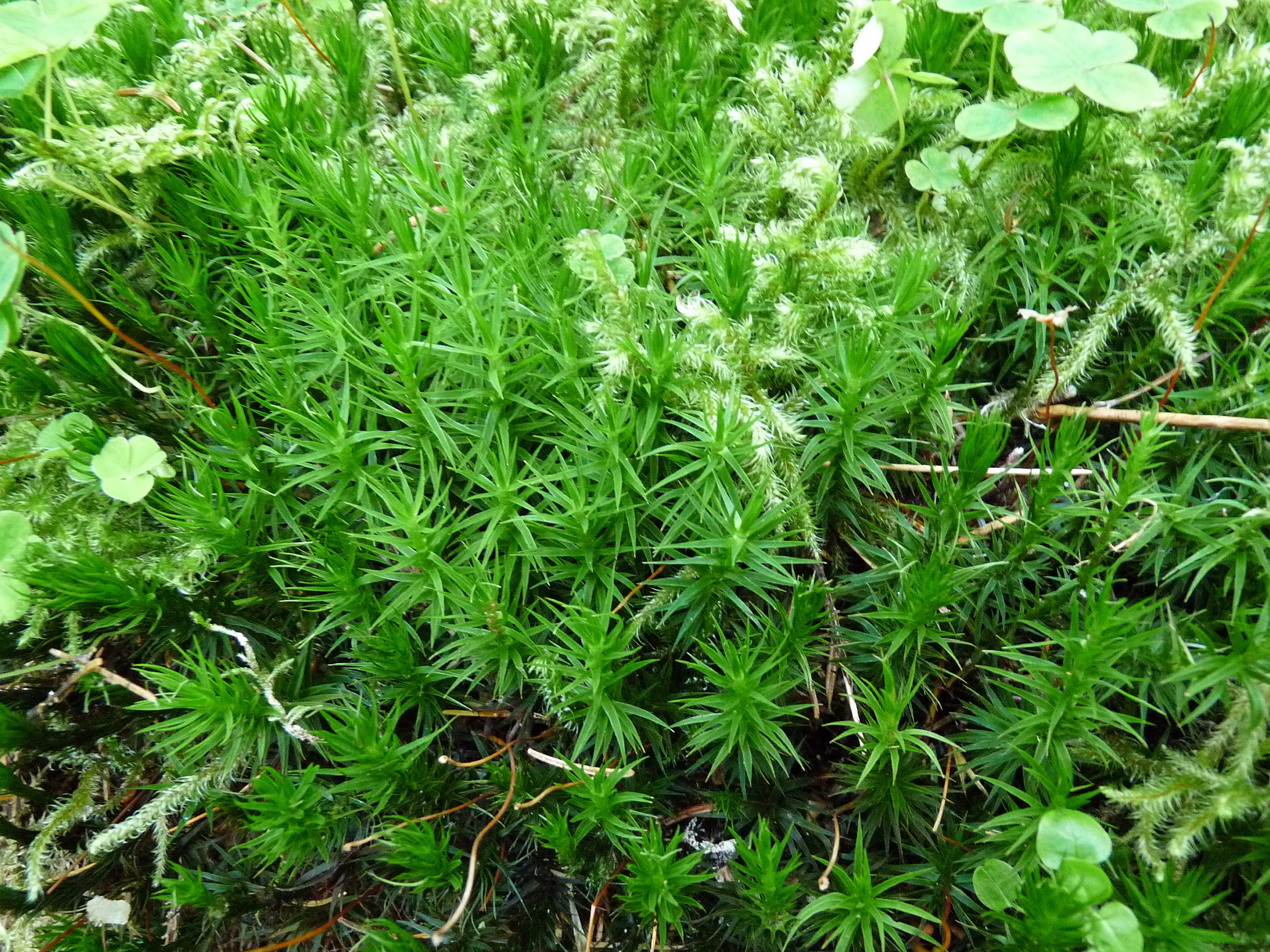
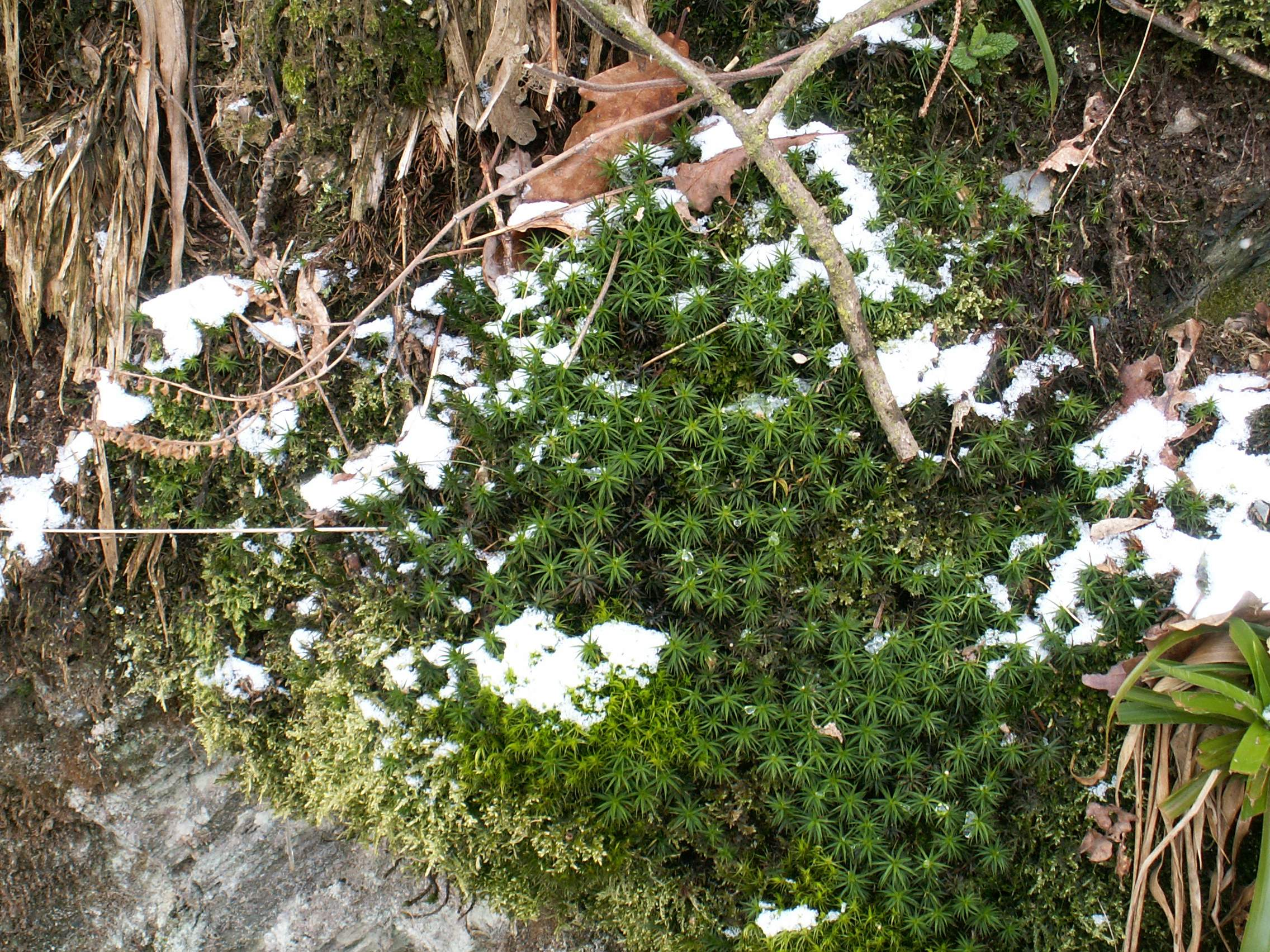